# Босов, Алексей Петрович
Алексе́й Петро́вич Бо́сов (21 марта 1910 — 18 ноября 1941) — советский офицер, танкист, участник боёв в районе реки Халхин-Гол и Великой Отечественной войны. Герой Советского Союза (1939).

## Биография

### Ранние годы
Родился 21 марта 1910 года в селе Сухой Карабулак (ныне — Базарно-Карабулакского района Саратовской области) в крестьянской многодетной семье. Русский. С 1917 года переехал в село Сокур Татищевского района, где окончил семилетнюю школу (по сведениям из автобиографии — в 1928 году окончил школу I-й ступени, а в 1930 году окончил семилетнюю школу там же в селе Сокур). Затем работал в колхозе.
В 1929 году поступил на рабфак при Ленинградском институте инженеров железнодорожного транспорта. В том же году вступил в комсомол. Окончил рабфак в 1932 году.

### Служба в РККА
В марте 1932 года, после окончания рабфака, по партийной мобилизации был направлен на учёбу в Ульяновскую бронетанковую школу имени В. И. Ленина, где вступил в ВКП(б). По окончании школы в 1934 году получил звание среднего командира. Некоторое время служил в воинской части № 2956, а осенью 1934 года был направлен Забайкальский военный округ, где занимал должности командира танка, танкового взвода и роты. За высокие показатели в боевой и политической подготовке имел 18 благодарностей и денежную награду от командования.
Завершив службу в частях, работал заместителем политрука, затем 3 года — парторгом.

### Герой Халхин-Гола
С 11 мая по 16 сентября 1939 года в районе реки Халхин-Гол командир 1-й танковой роты автоброневого батальона 8-й мотоброневой Краснознамённой бригады 1-й армейской группы старший лейтенант А. П. Босов принимал участие в боях против японских войск. С 30 мая по 10 июля 1939 его рота при поддержке других советских подразделений отбила атаку батальона Квантунской армии, уничтожив 10 танков, 2 бронемашины и 6 орудий противника.
Уметь побеждать любого врага при любых условиях — это большое дело, это мы делали и будем делать.
Меня, как и многих других командиров, воспитала коммунистическая партия под руководством великого строителя революции т. Сталина, воспитала наша доблестная Красная Армия и в частности Ваша школа.
С полученными в Вашей школе знаниями, с нашей первоклассной техникой, с именем Сталина я ходил в бой на Япономанчжурскую по реке Халхин-Гол. Во всех атаках, проводимых мною с 1-го июня по 29 августа 1939 г. я со своей ротой побеждал врага. Были схватки дневные, ночные, в ненастную погоду, были жестокие схватки, но враг всегда откатывался разгромленным.
…
Когда же придется вновь схватиться с врагом, я буду драться ещё беспощадней, чтоб оправдать доверие нашей партии и правительства и высокое звание воина РККА.
Во время наступления советских войск 8-я мотобронебригада атаковала японские части в районе Больших Песков и 23 августа — замкнула кольцо окружения, соединившись у пограничного пункта Номон-Хан-Бурд-Обо с частями, которые двигались с севера. Окружённые японские войска начали отдельными отрядами пробиваться в Маньчжурию.
Один из таких отрядов на рассвете 27 августа с боями прорвал кольцо окружения в долине реки Хайластин-Гол (приток Халхин-Гола) и направился к монголо-маньчжурской границе. Старший лейтенант Босов, оценив обстановку, принял решение оперативно закрыть образовавшеюся брешь и атаковать отряд, разделившись на две группы: в то время как три танка атаковали японский отряд с фронта, пять других танков во главе с Босовым выдвинулись по лощине в обход японского отряда для внезапного удара с фланга. Не заметив обходного манёвра, японский отряд, двигаясь на восток, завязал бой с тремя первыми танками роты. Атака второй группы Босова оказалась стремительной: на полной скорости танкисты проутюжили артиллерию противника, а затем за несколько минут уничтожили японскую пехоту пулемётным огнём, гусеницами и ручными гранатами, бросая их через открытые люки боевых машин.
В этом бою было уничтожено 10 артиллерийских орудий и 220 солдат и офицеров противника. Ещё 30 японцев были захвачены в плен. Закрыв брешь в разорванном кольце советских войск, в последующие дни рота А. П. Босова также участвовала в завершающих боях по ликвидации окружённого противника. По воспоминаниям однополчанина А. П. Босова капитана Кочеткова, в этих боях танковая рота А. П. Босова «вновь показала образцы воинской доблести и мастерства».

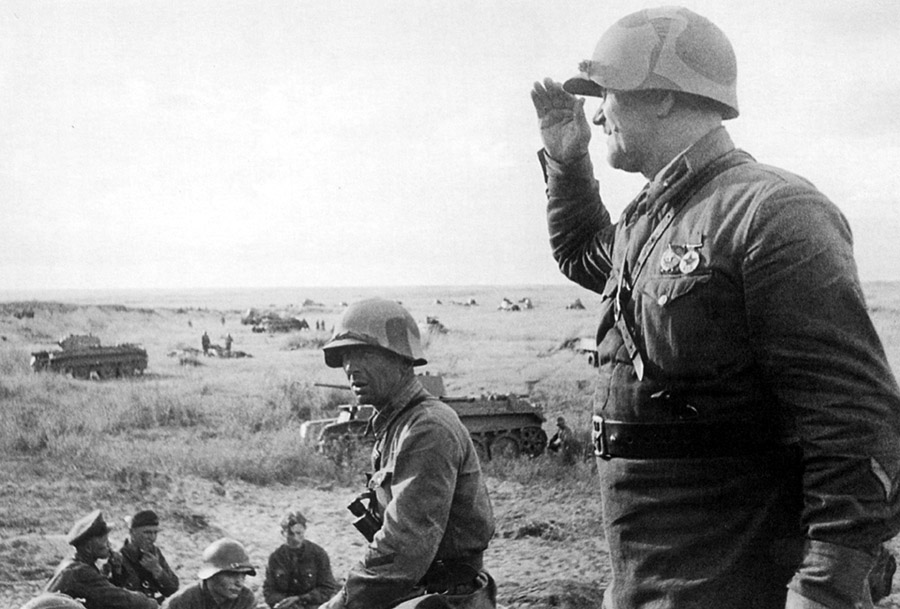
Части РККА перед наступлением
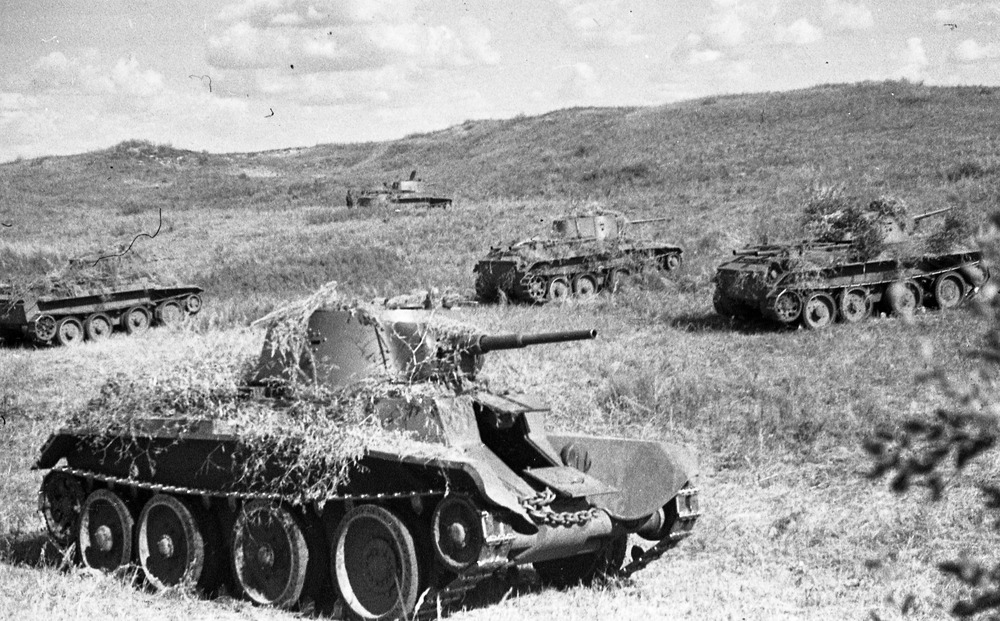
Танки РККА на Халхин-Голе

17 ноября 1939 года за твёрдое и мужественное командование ротой и личный героизм, проявленный в ходе Халхингольской наступательной операции, старшему лейтенанту Босову Алексею Петровичу присвоено звание Героя Советского Союза с вручением ордена Ленина и медали «Золотая Звезда» (№ 162).

### В годы Великой Отечественной войны
Капитан А. П. Босов учился в Военной академии бронетанковых войск, когда началась Великая Отечественная война.Попросился на фронт и был назначен командиром 1-й танковой роты тяжёлых танков «КВ» 23-й танковой бригады 16-й армии Западного фронта, в составе которой прикрывал Волоколамское направление. «За время боевых действий с германским фашизмом в районе Федюново, Шелудьково и Городище показал изумительные образцы отвагу и героизма».
В ноябре 1941 ему была поставлена задача задержать наступление противника по шоссе Волоколамск-Москва в районе Федюново. Умело используя огневую мощь и маневренность тяжёлых танков, он вместе со своей танковой ротой сдерживал противника в течение трёх дней, уничтожив при этом суммарно 11 средних и тяжёлых танков, 7 противотанковых орудий, один самолёт, две миномётных батареи и до 300 немецких солдат и офицеров.
По воспоминаниям генерал-майор запаса, бывшего члена Военного совета 49-й армии, А. И. Литвинова, рота капитана А. П. Босова получила задачу выбить немецкие части из населённого пункта Деньково (Истринский район Московской области). 18 ноября 1941 года А. П. Босов повёл свою роту в атаку. По советским танкам сначала был открыт миномётный и артиллерийский огонь, а затем против 5 танков КВ-1 в районе села Малые Городищи были введены в бой 12 тяжёлых и средних немецких танков. В ходе завязавшегося танкового боя первым отличился экипаж тяжёлого танка КВ А. П. Босова, который подбил 4 средних (по воспоминаниям А. И. Литвинова — тяжёлых) танка.
Затем экипаж А. П. Босова встретил группу немецких лёгких танков, семь из них которых были сразу же уничтожены. Пройдя деревню Деньково, откуда его рота выбила немцев, уничтожив огнём и гусеницами до 100 немецких солдат и офицеров, экипаж А. П. Босова заметил замаскированный самолёт-разведчик и раздавил его. Однако затем его танк был подожжён термитным снарядом, танк сгорел вместе с экипажем у села Городищи ([Волоколамского района Московской области).

Бюст Босову А. П. в Базарном Карабулаке

Был представлен командиром 1-го танкового батальона к званию Героя Советского Союза, однако решением военного совета фронта был посмертно награждён орденом Ленина (7 февраля 1942).
Всего на боевом счету А. П. Босова и его танковых экипажей было 8 (по другим данным — 11) подбитых и уничтоженных танков противника.

## Награды и звания
- Герой Советского Союза (17 ноября 1939, медаль № 162)
- три ордена Ленина (в том числе 17 ноября 1939; 7 февраля 1942, посмертно[4])

## Семья
Отец, Пётр Босов,— крестьянин-батрак. До революции нанимался работать на быках, в годы гражданской войны воевал рядовым. После революции родители переехали на родину в село Сокур, где занимались сельским хозяйством. Отец умер в 1921 году. Мать в 1931 году по нетрудоспособности переехала в город Саратов к старшему сыну Александру. В семье, помимо Алексея, было шестеро братьев и одна сестра:
- старший брат Павел — ранее командир РККА, в 1938 году работал путейским инженером в Ленинграде;
- старший брат Александр — ранее командир РККА, в 1938 году работал в Осовиахиме в Саратове;
- старший брат Степан — шофёр в Саратове;
- старшая сестра — проживала в Саратове;
- младший брат Евгений — работал слесарем в Саратове;
- младший брат Василий призван в 1938 году в РККА;
- младший брат Иван в 1938 году учился в пятилетней школе в Саратове.

Жена — Антонида Ивановна, проживала в Саратове.

## Память
Капитан А. П. Босов был вывезен с поля боя на танке КВ-1 и с воинскими почестями похоронен в городе Истра Московской области. На его могиле установлен памятник. Также два памятника установлены в Базарном Карабулаке (на Аллея Героев) и на его второй родине — в селе Сокур Татищевского района Саратовской области перед зданием администрации.
Именем А. П. Босова названы улицы в городах Саратове и Истре.
В фондах Ново-Иерусалимского историко-архитектурного музея хранятся автобиография А. П. Босова, его письмо к курсантам Ульяновского танкового училища, фотографии, письма однополчан.

## Оценки и мнения
По воспоминаниям однополчанина А. П. Босова капитана Кочеткова: «Мы служили в одном округе, часто переписывались и несколько раз встречались на совместных войсковых учениях… Военные журналисты, описывая подвиги Босова, отмечали не только его исключительное мужество и храбрость, но и природный ум, дерзость командирской мысли. Командуя ротой танков, он сумел разгромить крупный отряд японских самураев, имевший в своем составе целый батальон пехоты и дивизион артиллерии. Командование прочило Босова на высокие должности, однако он попросился на учёбу.»